# Tamara Tyškevič
Tamara Andreevna Tyškevič (in russo Тамара Андреевна Тышкевич?; Vicebsk, 31 marzo 1931 – San Pietroburgo, 27 dicembre 1997) è stata una pesista sovietica, vincitrice della medaglia d'oro alle Olimpiadi di Melbourne del 1956.

## Biografia
Ai Giochi della XVI Olimpiade vinse l'oro nel getto del peso superando la russa Galina Zybina (medaglia d'argento) e la tedesca Marianne Werner.
Alle Olimpiadi del 1952 nella stessa disciplina giunse quarta.

## Palmarès
| Anno | Manifestazione  | Sede      | Evento         | Risultato | Misura  | Note            |
| ---- | --------------- | --------- | -------------- | --------- | ------- | --------------- |
| 1952 | Giochi olimpici | Helsinki  | Getto del peso | 4ª        | 14,42 m |                 |
| 1956 | Giochi olimpici | Melbourne | Getto del peso | Oro       | 16,59 m | Record olimpico |